# 相鉄厚木線
厚木線（あつぎせん）は、神奈川県海老名市の相模国分信号所と同市の厚木駅（厚木操車場）を結ぶ、相模鉄道（相鉄）の鉄道路線である。貨物線で、1941年（昭和16年）以降は旅客営業を行っていない。地図によっては相鉄貨物線と記載されることもある。

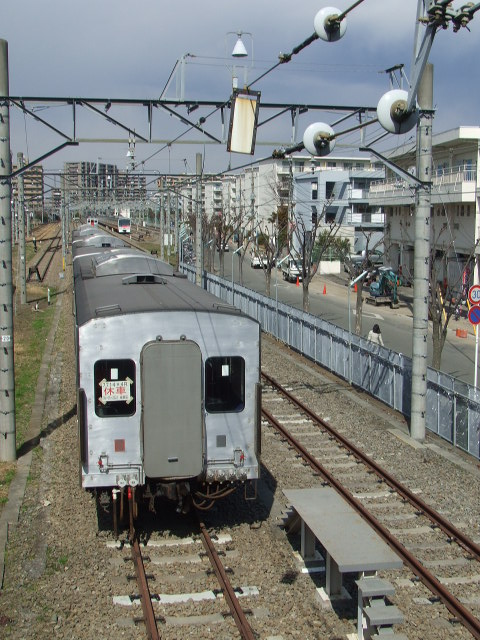
厚木操車場

## 路線データ
- 路線距離：2.2km
- 軌間：1067mm
- 複線区間：なし（全線単線）
- 電化区間：全線（直流1500V）
- 閉塞方式：単線自動閉塞式（1986年まではタブレット閉塞）
- 保安装置：ATS-P
- 最高速度：75km/h[1]

## 概要
相鉄本線相模国分信号所からJR東日本相模線厚木駅までの間を連絡している路線である。神中鉄道の開業に伴い、1926年に神中鉄道の本線の一部（相模国分駅 - 厚木駅間）として開業。海老名駅から小田急小田原線への直通運転の開始（1964年まで実施）に伴い、1941年に相模国分駅以西を、乗り入れのために作られた新線 相模国分駅 - 海老名駅間に切り替え、神中鉄道開業時から本線の一部であった厚木駅 - 相模国分駅間は旅客営業を廃止して貨物線となった。1943年に神中鉄道が、現在の東日本旅客鉄道（JR東日本）相模線を経営していた相模鉄道に吸収合併され、相模鉄道の路線となった。保有車両増加に伴い、旧貨物ヤードを留置線として1990年に配線変更し、夜間留置が定常的に行われている。
かつては当線を経由し本線の相模大塚駅構内から専用線にて在日米軍厚木基地へのタンク車を使用した航空燃料輸送が行われていたが、相鉄ED10形電気機関車の老朽化に伴うオーバーホールまたは新車の購入が必要になり、その費用が見合わずタンクローリーでの輸送に転換したことを理由として、1998年9月をもって廃止された。専用線は大日本帝国海軍厚木飛行場時代の1943年頃に敷設された。航空燃料輸送は記録が残っていないものの、第二次世界大戦終結間もない頃、相鉄線に沿って航空燃料用パイプラインが設置されていた時期もあったというが、使用停止後に撤去された。
相模鉄道の新製・更新車両の甲種車両輸送については、当線が利用されている。かつては西横浜駅 - 保土ケ谷駅間にあった相模鉄道の貨物支線経由で、甲種車両輸送・貨物輸送が行われていた。国鉄のSM分離と、東海道貨物線の鶴見駅 - 横浜羽沢駅 - 戸塚駅（通称羽沢線）の開通により国鉄の貨物列車の運行経路が変更され、国鉄保土ケ谷駅の貨物扱いが廃止されたため、相模鉄道も1979年10月6日に貨物支線を廃止。これ以降、保土ケ谷駅の貨物支線経由で行っていた甲種車両輸送・貨物輸送は、当線経由に切り替えられた。
2015年と2016年に夏休み特別企画「相鉄厚木線 乗車体験会」として、当日の「相鉄・鉄道全線一日乗車券」購入者を対象とした特別臨時列車がかしわ台駅から相模国分信号所を経由し厚木操車場まで3往復運転された。
なお元々相模鉄道の一部だった現在のJR東日本相模線と相鉄厚木線で並走区間があることや、相模線が現在も全線単線で列車交換のできない駅もあり、混雑の原因を作っていることから、相模線複線化と並行する形で相鉄厚木線の線路を利用した相互乗り入れの実現を求めて、市民が運動を行っている。
2024年3月16日のダイヤ改正で、深夜の厚木操車場着と早朝の厚木操車場発の1往復のみではあるが、東急電鉄所属車両の厚木操車場への夜間滞泊が設定されたことで、初めて相鉄以外の旅客用車両が当線に定期的に入線するようになった。

## 歴史
- 1926年（大正15年）5月12日 - 厚木駅 - 二俣川駅間開業[2]（相模国分信号所より先は現在の本線）。
- 1941年（昭和16年）11月25日 - 相模国分駅 - 海老名駅間開業により、厚木線の旅客営業は廃止され貨物線となる[2]。
- 1949年（昭和24年）11月1日 - 電化[2]（これにより相鉄線は全線電化）。
- 1986年（昭和61年） - タブレット閉塞終了[10]。
- 2015年（平成27年）8月23日 - 「相鉄厚木線 乗車体験会」として特別臨時列車をかしわ台駅 - 厚木操車場間で3往復運転[6]。